# Sergio Landucci
Sergio Landucci (Sarzana, 1938) è un filosofo e storico della filosofia italiano.

## Biografia
Laureato all'Università di Pisa con Cesare Luporini, ha insegnato dal 1968 al 2002 all'Università degli Studi di Firenze. Studioso di Hegel, ha curato per Laterza opere di Descartes, Spinoza e Kant.

## Opere principali
- Cultura e ideologia in Francesco De Sanctis, Milano, Feltrinelli, 1964 (Ristampato nel 1977)
- I filosofi e i selvaggi: 1580-1780, Bari, Laterza, 1972; riedito con aggiornamenti da Einaudi nel 2014 [1]
- Montesquieu e l'origine della scienza sociale,	Firenze, Sansoni, 1973
- Hegel: la coscienza e la storia, Firenze, La nuova Italia, 1976
- La contraddizione in Hegel, Firenze, La nuova Italia, 1978
- La teodicea nell'età cartesiana, Napoli, Bibliopolis, 1986
- La Critica della ragion pratica di Kant: introduzione alla lettura, Roma, NIS, 1993; ristampato da Carocci nel 2001 e 2010
- Sull'etica di Kant, Milano, Guerini, 1994
- La mente in Cartesio, Milano, F. Angeli, 2002
- I filosofi e Dio, Roma-Bari, Laterza, 2005
- La doppia verità: conflitti di ragione e fede tra Medioevo e prima modernità, Milano, Feltrinelli, 2006